# Euphorbia × gibelliana
Euphorbia gibelliana es una especie fanerógama perteneciente a la familia Euphorbiaceae. Es endémica de Italia donde se encuentra en los Alpes Grayos y en Piamonte. Se trata de un híbrido entre Euphorbia canuti y Euphorbia insularis.

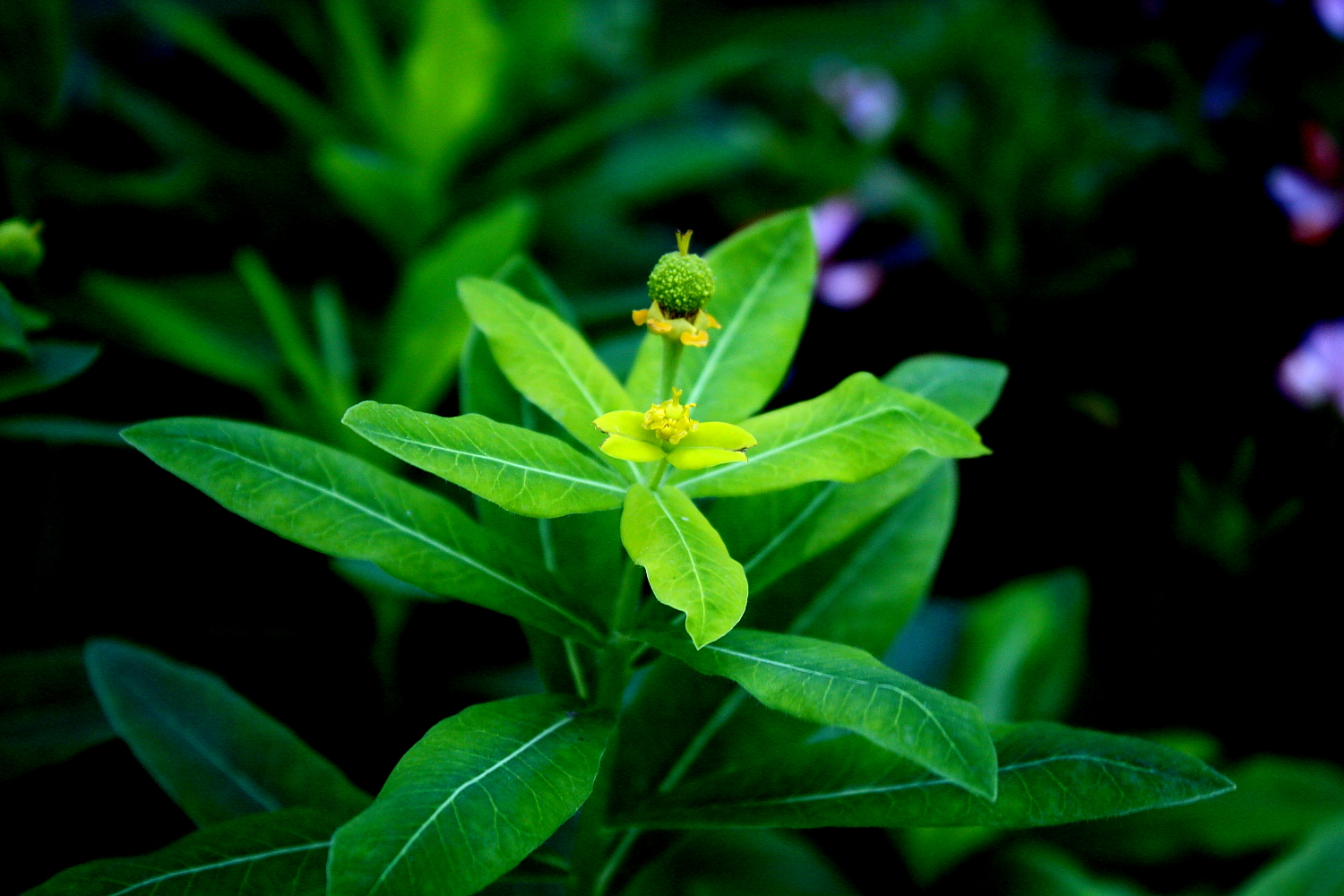
Detalle del ciato

## Descripción
Es una planta herbácea perennifolia con un gran rizoma subterráneo de un par de centímetros de diámetro que se extiende en el suelo hasta 30 cm de profundidad y es la parte de la planta perenne. Los tallos se ramifican a partir del rizoma anual, alcanzando un tamaño de 80 cm de altura y terminan con una umbela que consta de cinco rayos. La inflorescencia en  ciatio, es decir, la típica inflorescencia de euphorbia, compuesto por una flor femenina central rodeado de varias flores masculinas, lo inflorescencia es a su vez rodeado por brácteas de color amarillo verdoso. La polinización es entomofila, debido a Diptera e Hymenoptera. El fruto es una cápsula en un tallo de aproximadamente 2 cm de largo y tiene una forma globular con una superficie verrugosa y caracterizado por leves ranuras. 
Las semillas son de color rojizo y tienen un engrosamiento llamado carúncula, que tiene quizás la función de atraer a los hormigas. Estos insectos que transportan y entierran las semillas en sus nidos y luego facilitan la diseminación de la planta (mirmecocoria).

## Taxonomía
Euphorbia gibelliana fue descrita por Paolo Peola y publicado en Malpighia 6: 249. 1892.
Etimología
Euphorbia: nombre genérico que deriva del médico griego del rey Juba II de Mauritania (52 a 50 a. C. - 23), Euphorbus, en su honor o en alusión a su gran vientre, ya que usaba médicamente Euphorbia resinifera. En 1753 Carlos Linneo asignó el nombre a todo el género.
gibelliana: epíteto otorgado en honor del botánico Giuseppe Gibelli, director del Jardín Botánico de la Universidad de Turín.
Sinonimia
- Euphorbia hyberna var. gibelliana (Peola) Fiori
- Euphorbia hyberna subsp. gibelliana (Peola) Raffaelli
- Tithymalus × gibellianus (Peola) Soják[4][1]